# Campionato del mondo rally 2024

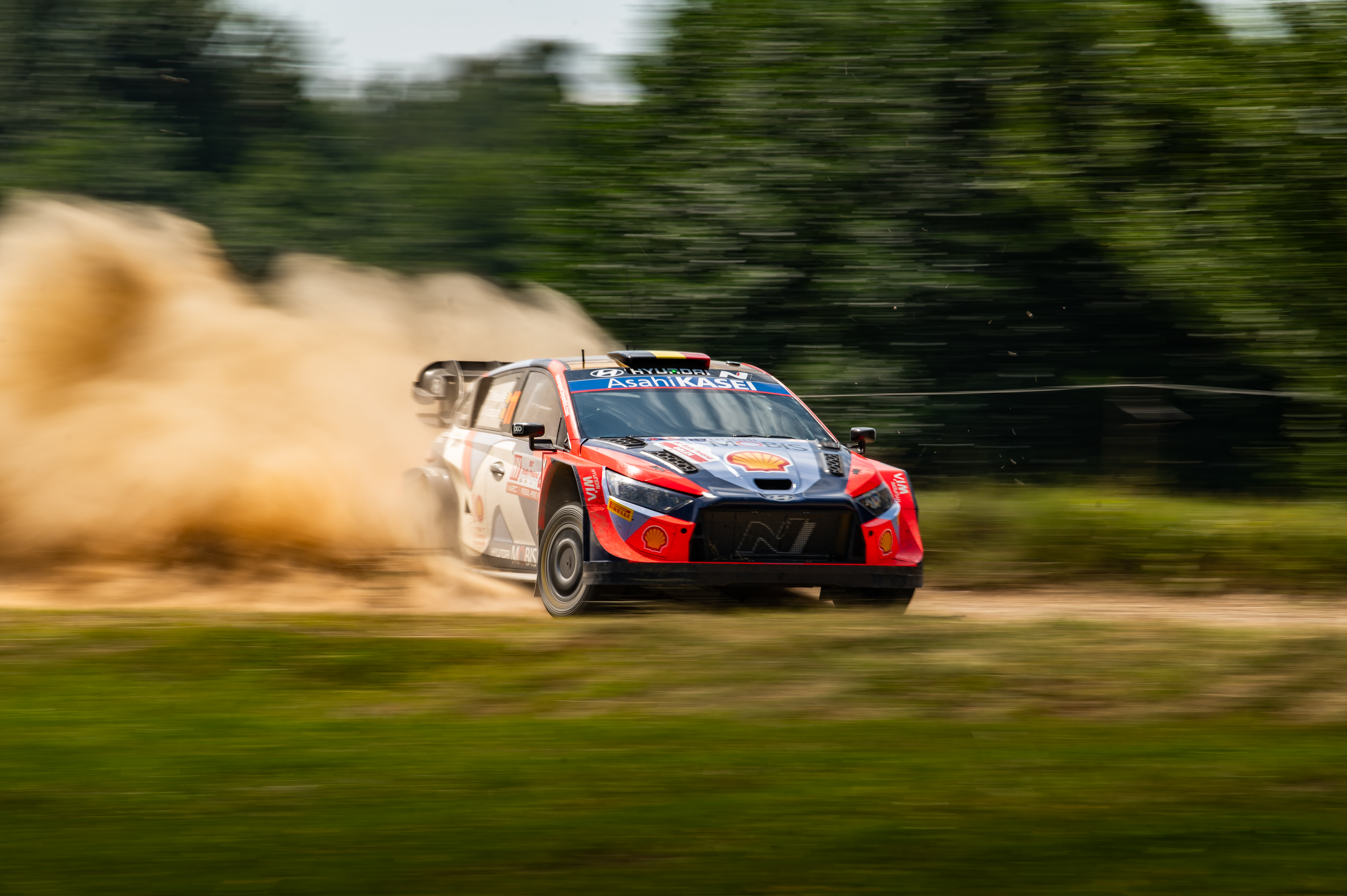
I campioni del mondo 2024 Thierry Neuville e Martijn Wydaeghe durante il Rally di Polonia 2024

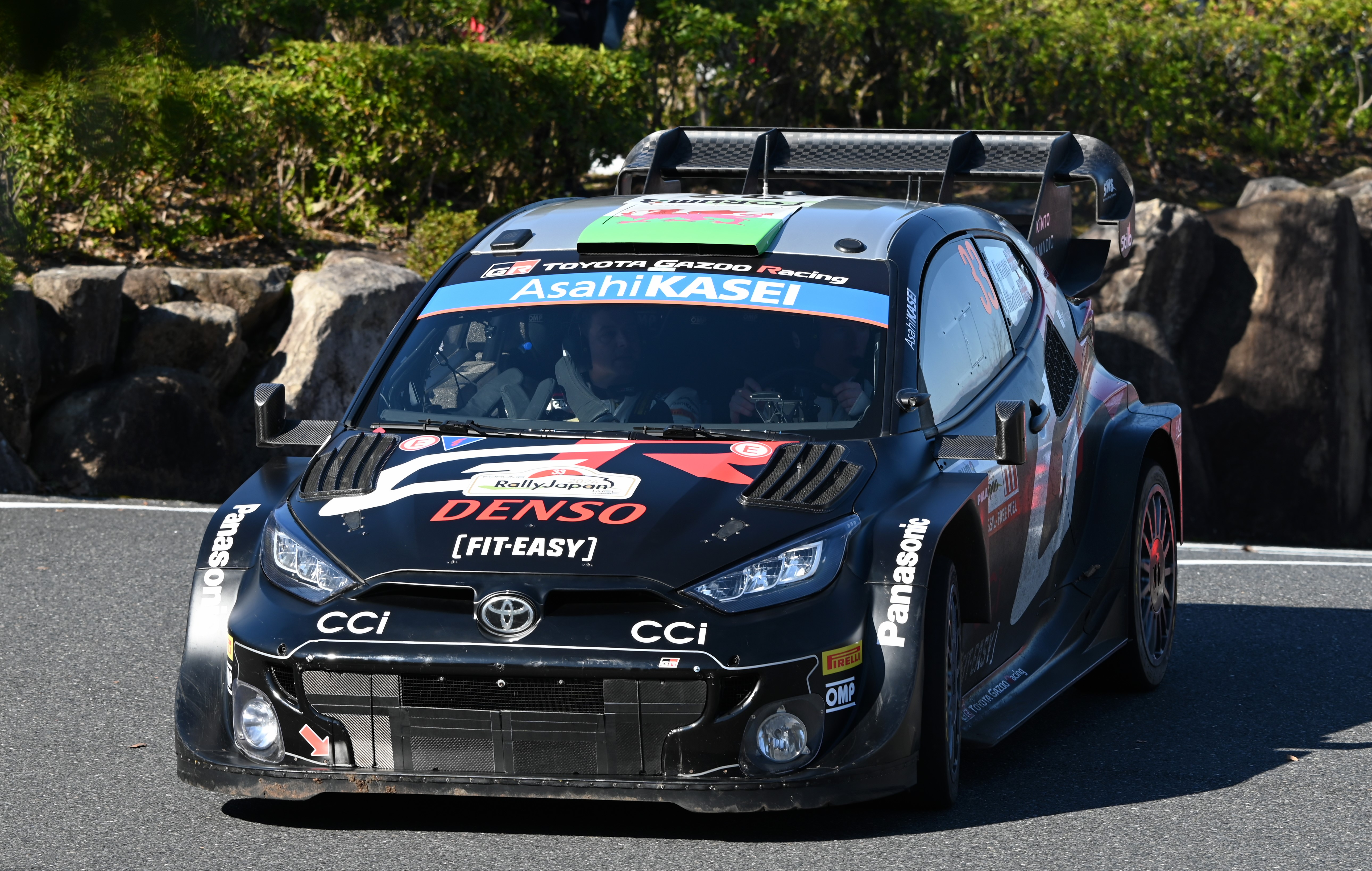
Il campione del mondo 2024 costruttori Toyota Gazoo Racing con la Toyota GR Yaris Rally1 Hybrid

Il campionato del mondo rally 2024 è stata la 52ª edizione del campionato del mondo rally e si è svolta dal 25 gennaio al 24 novembre 2024.
Le squadre e gli equipaggi hanno gareggiato in tredici eventi e sono stati assegnati i titoli iridati piloti, co-piloti e costruttori. Gli equipaggi hanno corso in auto conformi ai regolamenti del gruppo R. Solo i costruttori che hanno gareggiato con vetture Rally1 omologate secondo i regolamenti introdotti nel 2022 hanno ottenuto punti nel campionato costruttori; questa è stata l'ultima stagione ad adottare una propulsione mista ibrido-elettrica.
Il campionato è iniziato il 25 gennaio con il Rally di Monte Carlo e si è concluso il 24 novembre 2024 con il Rally del Giappone. La serie viene supportata dalle categorie World Rally Championship-2 e World Rally Championship-3 in ogni tappa del campionato e dal Junior World Rally Championship in eventi selezionati.
Kalle Rovanperä e Jonne Halttunen erano i campioni in carica dopo aver conquistato il secondo titolo in carriera nella passata stagione. La Toyota Gazoo Racing è stata invece il campione uscente nei costruttori per il quarto anno consecutivo.
Hanno partecipato al campionato gli stessi team che si erano contesi il titolo nel 2023, ovvero M-Sport con la Ford Puma Rally1, Toyota con la Toyota GR Yaris Rally1 la cui gestione è sempre affidata alla squadra Toyota Gazoo Racing e Hyundai con la Hyundai i20 N Rally1.

## Calendario
| Calendario definitivo | Calendario definitivo | Calendario definitivo               | Calendario definitivo              | Calendario definitivo |
| Tappa                 | Data                  | Rally                               | Sede                               | Superficie            |
| --------------------- | --------------------- | ----------------------------------- | ---------------------------------- | --------------------- |
| 1                     | 25-28 gennaio         | 92ème Rallye Automobile Monte-Carlo | Gap, Provenza-Alpi-Costa Azzurra   | Asfalto/neve          |
| 2                     | 15-18 febbraio        | 71th Rally Sweden                   | Umeå, Contea di Västerbotten       | Neve                  |
| 3                     | 28-31 marzo           | 72° Safari Rally Kenya              | Naivasha, Contea di Nakuru         | Sterrato              |
| 4                     | 18-21 aprile          | Croatia Rally 2024                  | Zagabria                           | Asfalto               |
| 5                     | 9-12 maggio           | 57° Vodafone Rally de Portugal      | Matosinhos, Porto                  | Sterrato              |
| 6                     | 30 maggio-2 giugno    | 21° Rally Italia Sardegna           | Alghero, Sardegna                  | Sterrato              |
| 7                     | 27-30 giugno          | 80th ORLEN Rally Poland             | Mikołajki, Varmia-Masuria, Polonia | Sterrato              |
| 8                     | 18-21 luglio          | Tet Rally Latvia 2024               | Tartu, Tartumaa                    | Sterrato              |
| 9                     | 1-4 agosto            | 73rd Secto Rally Finland            | Jyväskylä, Finlandia Centrale      | Sterrato              |
| 10                    | 5-8 settembre         | 68th EKO Acropolis Rally            | Lamia                              | Sterrato              |
| 11                    | 26-29 settembre       | 3° Rally Chile BIOBÍO               | Concepción,                        | Sterrato              |
| 12                    | 17-20 ottobre         | 2nd Central European Rally          | Passavia, Baviera                  | Asfalto               |
| 13                    | 21-24 novembre        | FORUM8 Rally Japan 2024             | Nagoya, Chūbu                      | Asfalto               |
| Fonte                 |                       |                                     |                                    |                       |

## Cambiamenti nel regolamento

### Regolamento sportivo
- Si conferma che il sistema di punti avrà una revisione importante per impedire il risparmio di pneumatici per la Power Stage. I primi dieci concorrenti nella classifica generale entro la fine di sabato saranno soggetti a segnare rispettivamente 18–15–13–10–8–6–4–3–2–1 punti purché completino un arrivo classificato del rally, altrimenti questi i punti verrebbero passati al successivo concorrente idoneo;[6] I primi sette corridori che registrano il minor tempo nella classifica accumulata di domenica ricevono rispettivamente 7–6–5–4–3–2–1 punti.[7]
- Nella categoria WRC-2 sono stati eliminati i punti bonus conferiti nella power stage.

## Squadre e piloti

### Iscritti WRC
| Squadre iscritte al campionato costruttori         | Squadre iscritte al campionato costruttori | Squadre iscritte al campionato costruttori | Squadre iscritte al campionato costruttori | Squadre iscritte al campionato costruttori | Squadre iscritte al campionato costruttori | Squadre iscritte al campionato costruttori | Squadre iscritte al campionato costruttori |
| Costruttori                                        | Auto                                       | Squadre                                    | Pneumatici                                 | N°                                         | Piloti                                     | Copiloti                                   | Gare                                       |
| -------------------------------------------------- | ------------------------------------------ | ------------------------------------------ | ------------------------------------------ | ------------------------------------------ | ------------------------------------------ | ------------------------------------------ | ------------------------------------------ |
| Ford                                               | Ford Puma Rally1 Hybrid                    | M-Sport Ford WRT                           | P                                          | 13                                         | Grégoire Munster                           | Louis Louka                                | Tutte                                      |
| Ford                                               | Ford Puma Rally1 Hybrid                    | M-Sport Ford WRT                           | P                                          | 16                                         | Adrien Fourmaux                            | Alexandre Coria                            | Tutte                                      |
| Hyundai                                            | Hyundai i20 N Rally1 Hybrid                | Hyundai Shell Mobis WRT                    | P                                          | 4                                          | Esapekka Lappi                             | Janne Ferm                                 | 2-3, 8-9, 11                               |
| Hyundai                                            | Hyundai i20 N Rally1 Hybrid                | Hyundai Shell Mobis WRT                    | P                                          | 6                                          | Dani Sordo                                 | Cándido Carrera                            | 5-6, 10                                    |
| Hyundai                                            | Hyundai i20 N Rally1 Hybrid                | Hyundai Shell Mobis WRT                    | P                                          | 8                                          | Ott Tänak                                  | Martin Järveoja                            | Tutte                                      |
| Hyundai                                            | Hyundai i20 N Rally1 Hybrid                | Hyundai Shell Mobis WRT                    | P                                          | 9                                          | Andreas Mikkelsen                          | Torstein Eriksen                           | 1, 4, 7, 12-13                             |
| Hyundai                                            | Hyundai i20 N Rally1 Hybrid                | Hyundai Shell Mobis WRT                    | P                                          | 11                                         | Thierry Neuville                           | Martijn Wydaeghe                           | Tutte                                      |
| Toyota                                             | Toyota GR Yaris Rally1 Hybrid              | Toyota Gazoo Racing WRT                    | P                                          | 17                                         | Sébastien Ogier                            | Vincent Landais                            | 1, 4-6, 8-13                               |
| Toyota                                             | Toyota GR Yaris Rally1 Hybrid              | Toyota Gazoo Racing WRT                    | P                                          | 18                                         | Takamoto Katsuta                           | Aaron Johnston                             | 1-4, 6-7, 10, 12-13                        |
| Toyota                                             | Toyota GR Yaris Rally1 Hybrid              | Toyota Gazoo Racing WRT                    | P                                          | 33                                         | Elfyn Evans                                | Scott Martin                               | Tutte                                      |
| Toyota                                             | Toyota GR Yaris Rally1 Hybrid              | Toyota Gazoo Racing WRT                    | P                                          | 69                                         | Kalle Rovanperä                            | Jonne Halttunen                            | 2-3, 5, 7-9, 11                            |
|                                                    |                                            |                                            |                                            |                                            |                                            |                                            |                                            |
| Ulteriori iscritti non registrati come costruttori |                                            |                                            |                                            |                                            |                                            |                                            |                                            |
| Costruttori                                        | Auto                                       | Squadre                                    | Pneumatici                                 | N°                                         | Piloti                                     | Copiloti                                   | Gare                                       |
| Ford                                               | Ford Puma Rally1 Hybrid                    | M-Sport Ford WRT                           | P                                          | 19                                         | Jourdan Serderidis                         | Frédéric Miclotte                          | 3, 10                                      |
| Ford                                               | Ford Puma Rally1 Hybrid                    | M-Sport Ford WRT                           | P                                          | 22                                         | Mārtiņš Sesks                              | Renārs Francis                             | 8                                          |
| Ford                                               | Ford Puma Rally1                           | M-Sport Ford WRT                           | P                                          | 22                                         | Mārtiņš Sesks                              | Renārs Francis                             | 7, 11                                      |
| Ford                                               | Ford Puma Rally1                           | M-Sport World Rally Team                   | P                                          | 19                                         | Jourdan Serderidis                         | Frédéric Miclotte                          | 12                                         |
| Toyota                                             | Toyota GR Yaris Rally1 Hybrid              | Toyota Gazoo Racing WRT                    | P                                          | 5                                          | Sami Pajari                                | Enni Mälkönen                              | 9, 11-12                                   |
| Toyota                                             | Toyota GR Yaris Rally1 Hybrid              | Toyota Gazoo Racing WRT                    | P                                          | 18                                         | Takamoto Katsuta                           | Aaron Johnston                             | 5, 8-9                                     |
| Toyota                                             | Toyota GR Yaris Rally1 Hybrid              | Toyota Gazoo Racing WRT                    | P                                          | 37                                         | Lorenzo Bertelli                           | Simone Scattolin                           | 2                                          |
| Fonti:                                             |                                            |                                            |                                            |                                            |                                            |                                            |                                            |

Legenda: Nº = Numero di gara.

### Iscritti WRC Masters Cup
Sono potuti partecipare alla FIA Masters Cup soltanto i concorrenti nati il o prima del 1º gennaio 1974 a bordo di vetture appartenenti alle categorie del gruppo R al di sotto della Rally1, ovvero RC2, RC3, RC4, RC5 e/o R-GT. Tali concorrenti sono indicati con sfondo verde; gli altri (su sfondo bianco), pur facendo ovviamente parte dell'equipaggio, non possono essere iscritti alla categoria per limiti di età.
| Costruttori | Auto                   | Squadre                            | Pneumatici | Piloti                 | Copiloti            | Gare           |
| ----------- | ---------------------- | ---------------------------------- | ---------- | ---------------------- | ------------------- | -------------- |
| Alpine      | Alpine A110 Rally RGT  | Armand Fumal                       | P          | Armand Fumal           | Jules Escartefigue  | 1, 12-13       |
| Citroën     | Citroën C3 Rally2      | Pierre Lafay                       | P          | Pierre Lafay           | Charlyne Quartini   | 5-6, 9         |
| Citroën     | Citroën C3 Rally2      | Satoshi Imai                       | P          | Satoshi Imai           | Jason Farmer        | 13             |
| Ford        | Ford Fiesta Rally2     | Eamonn Boland                      | P          | Eamonn Boland          | MJ                  | 1, 4, 13       |
| Ford        | Ford Fiesta Rally2     | George Vasilakis                   | P          | George Vasilakis       | Tom Krawszik        | 3, 6, 10       |
| Ford        | Ford Fiesta Rally2     | George Vasilakis                   | P          | George Vasilakis       | Allan Harryman      | 13             |
| Ford        | Ford Fiesta Rally2     | Past Racing                        | P          | Daniel Alonso Villarón | Alejandro López     | 5-6            |
| Ford        | Ford Fiesta R5         | Carl Tundo                         | P          | Carl Tundo             | Tim Jessop          | 3              |
| Ford        | Ford Fiesta R5         | Patrick Déjean                     | P          | Patrick Déjean         | Yannick Jammes      | 5              |
| Hyundai     | Hyundai i20 N Rally2   | Henk Vossen                        | P          | Henk Vossen            | Willem Vissenberg   | 1              |
| Hyundai     | Hyundai i20 N Rally2   | Henk Vossen                        | P          | Henk Vossen            | Wim Stupers         | 4              |
| Hyundai     | Hyundai i20 N Rally2   | Henk Vossen                        | P          | Henk Vossen            | Harmen Scholtalbers | 12             |
| Škoda       | Škoda Fabia RS Rally2  | Mauro Miele                        | P          | Mauro Miele            | Luca Beltrame       | 1, 4, 6, 8-9   |
| Škoda       | Škoda Fabia RS Rally2  | Printsport                         | P          | Michał Sołowow         | Maciej Baran        | 2, 7           |
| Škoda       | Škoda Fabia RS Rally2  | Marko Viitanen                     | P          | Marko Viitanen         | Tapio Suominen      | 2              |
| Škoda       | Škoda Fabia RS Rally2  | Ricardo Triviño                    | P          | Ricardo Triviño        | Diego Fuentes Vega  | 2, 4, 6-7, 9   |
| Škoda       | Škoda Fabia RS Rally2  | Armin Kremer                       | P          | Armin Kremer           | Ella Kremer         | 4, 6-8, 10, 12 |
| Škoda       | Škoda Fabia RS Rally2  | Uğur Soylu                         | P          | Uğur Soylu             | Sener Guray         | 4, 7-10        |
| Škoda       | Škoda Fabia RS Rally2  | Miguel Granados                    | P          | Miguel Granados        | Marc Martí Moreno   | 5-6, 10        |
| Škoda       | Škoda Fabia RS Rally2  | Artūrs Priednieks                  | P          | Artūrs Priednieks      | Janis Kirkovalds    | 8              |
| Škoda       | Škoda Fabia RS Rally2  | HW34 by Motortune                  | P          | Hamed Al-Wahaibi       | Ilka Minor          | 9              |
| Škoda       | Škoda Fabia RS Rally2  | HW34 by Motortune                  | P          | Hamed Al-Wahaibi       | Niall Burns         | 10             |
| Škoda       | Škoda Fabia RS Rally2  | Eamonn Boland                      | P          | Eamonn Boland          | MJ                  | 12             |
| Škoda       | Škoda Fabia RS Rally2  | Miguel Díaz-Aboitiz                | P          | Miguel Díaz-Aboitiz    | Diego Sanjuan       | 12             |
| Škoda       | Škoda Fabia Rally2 evo | Maurizio Chiarani                  | P          | Maurizio Chiarani      | Flavio Zanella      | 1, 4, 9        |
| Škoda       | Škoda Fabia Rally2 evo | Miguel Díaz-Aboitiz                | P          | Miguel Díaz-Aboitiz    | Diego Sanjuan       | 3              |
| Škoda       | Škoda Fabia Rally2 evo | Enrico Brazzoli                    | P          | Enrico Brazzoli        | Martina Musiari     | 4, 6, 10       |
| Škoda       | Škoda Fabia Rally2 evo | ARC Sport                          | P          | Paulo Neto             | Nuno Mota Ribeiro   | 5              |
| Škoda       | Škoda Fabia Rally2 evo | Diogo Salvi                        | P          | Diogo Salvi            | Carlos Magalhães    | 5              |
| Škoda       | Škoda Fabia Rally2 evo | Wojciech Musiał                    | P          | Wojciech Musiał        | Konrad Dudziński    | 7              |
| Škoda       | Škoda Fabia Rally2 evo | Nikos Pavlidis                     | P          | Nikos Pavlidis         | Allan Harryman      | 10             |
| Škoda       | Škoda Fabia Rally2 evo | Eduardo Kovacs Bauer               | P          | Eduardo Kovacs Bauer   | Fernando Mussano    | 11             |
| Škoda       | Škoda Fabia Rally2 evo | Osamu Fukunaga                     | P          | Osamu Fukunaga         | Misako Saida        | 13             |
| Škoda       | Škoda Fabia R5         | Aakir Virani                       | P          | Aakir Virani           | Zahir Shah          | 3              |
| Škoda       | Škoda Fabia R5         | Printsport                         | P          | Juha Liimatainen       | Timo Hantunen       | 9              |
| Toyota      | Toyota GR Yaris Rally2 | Jean-Michel Raoux                  | P          | Jean-Michel Raoux      | Isabelle Galmiche   | 5-6            |
| Toyota      | Toyota GR Yaris Rally2 | Luck with Rookie Racing Rally Team | P          | Norihiko Katsuta       | Yusuke Kimura       | 13             |
| Toyota      | Toyota GR Yaris Rally2 | Fumio Nutahara                     | P          | Fumio Nutahara         | Shungo Azuma        | 13             |
| Volkswagen  | Volkswagen Polo GTI R5 | Jourdan Serderidis                 | P          | Jourdan Serderidis     | Frédéric Miclotte   | 1              |
| Fonti:      |                        |                                    |            |                        |                     |                |

## Risultati e statistiche

### WRC
| Gara | Nome rally                                             | Podio | Podio | Podio                             | Podio                                                   | Podio     | Statistiche | Statistiche | Statistiche | Statistiche | Statistiche |
| Gara | Nome rally                                             | Pos.  | Nº    | Pilota e copilota                 | Squadra e vettura                                       | Tempo     | Speciali    | Lunghezza   | Iscritti    | Partiti     | Arrivati    |
| ---- | ------------------------------------------------------ | ----- | ----- | --------------------------------- | ------------------------------------------------------- | --------- | ----------- | ----------- | ----------- | ----------- | ----------- |
| 1    | Rally di Monte Carlo (25–28 gennaio) — Resoconto       | 1     | 11    | Thierry Neuville Martijn Wydaeghe | Hyundai Shell Mobis WRT (Hyundai i20 N Rally1 Hybrid)   | 3h09'30"9 | 17          | 324,44 km   | 70          | 68          | 64          |
| 1    | Rally di Monte Carlo (25–28 gennaio) — Resoconto       | 2     | 17    | Sébastien Ogier Vincent Landais   | Toyota Gazoo Racing WRT (Toyota GR Yaris Rally1 Hybrid) | +16"1     | 17          | 324,44 km   | 70          | 68          | 64          |
| 1    | Rally di Monte Carlo (25–28 gennaio) — Resoconto       | 3     | 33    | Elfyn Evans Scott Martin          | Toyota Gazoo Racing WRT (Toyota GR Yaris Rally1 Hybrid) | +45"2     | 17          | 324,44 km   | 70          | 68          | 64          |
| 2    | Rally di Svezia (15-18 febbraio) — Resoconto           | 1     | 4     | Esapekka Lappi Janne Ferm         | Hyundai Shell Mobis WRT (Hyundai i20 N Rally1 Hybrid)   | 2h33'04"9 | 18          | 300,10 km   | 57          | 56          | 50          |
| 2    | Rally di Svezia (15-18 febbraio) — Resoconto           | 2     | 33    | Elfyn Evans Scott Martin          | Toyota Gazoo Racing WRT (Toyota GR Yaris Rally1 Hybrid) | +29"6     | 18          | 300,10 km   | 57          | 56          | 50          |
| 2    | Rally di Svezia (15-18 febbraio) — Resoconto           | 3     | 16    | Adrien Fourmaux Alexandre Coria   | M-Sport Ford WRT (Ford Puma Rally1 Hybrid)              | +47"9     | 18          | 300,10 km   | 57          | 56          | 50          |
| 3    | Safari Rally (28-31 marzo) — Resoconto                 | 1     | 69    | Kalle Rovanperä Jonne Halttunen   | Toyota Gazoo Racing WRT (Toyota GR Yaris Rally1 Hybrid) | 3h36'04"  | 19          | 367,76 km   | 29          | 27          | 23          |
| 3    | Safari Rally (28-31 marzo) — Resoconto                 | 2     | 18    | Takamoto Katsuta Aaron Johnston   | Toyota Gazoo Racing WRT (Toyota GR Yaris Rally1 Hybrid) | +1'37"8   | 19          | 367,76 km   | 29          | 27          | 23          |
| 3    | Safari Rally (28-31 marzo) — Resoconto                 | 3     | 16    | Adrien Fourmaux Alexandre Coria   | M-Sport Ford WRT (Ford Puma Rally1 Hybrid)              | +2'25"1   | 19          | 367,76 km   | 29          | 27          | 23          |
| 4    | Rally di Croazia (18-21 aprile) — Resoconto            | 1     | 17    | Sébastien Ogier Vincent Landais   | Toyota Gazoo Racing WRT (Toyota GR Yaris Rally1 Hybrid) | 2h40'23"6 | 20          | 283,28 km   | 68          | 67          | 62          |
| 4    | Rally di Croazia (18-21 aprile) — Resoconto            | 2     | 33    | Elfyn Evans Scott Martin          | Toyota Gazoo Racing WRT (Toyota GR Yaris Rally1 Hybrid) | +9"7      | 20          | 283,28 km   | 68          | 67          | 62          |
| 4    | Rally di Croazia (18-21 aprile) — Resoconto            | 3     | 11    | Thierry Neuville Martijn Wydaeghe | Hyundai Shell Mobis WRT (Hyundai i20 N Rally1 Hybrid)   | +45"8     | 20          | 283,28 km   | 68          | 67          | 62          |
| 5    | Rally del Portogallo (9-12 maggio) — Resoconto         | 1     | 17    | Sébastien Ogier Vincent Landais   | Toyota Gazoo Racing WRT (Toyota GR Yaris Rally1 Hybrid) | 3h41'32"3 | 22          | 337,04 km   | 69          | 67          | 33          |
| 5    | Rally del Portogallo (9-12 maggio) — Resoconto         | 2     | 8     | Ott Tänak Martin Järveoja         | Hyundai Shell Mobis WRT (Hyundai i20 N Rally1 Hybrid)   | +7"9      | 22          | 337,04 km   | 69          | 67          | 33          |
| 5    | Rally del Portogallo (9-12 maggio) — Resoconto         | 3     | 11    | Thierry Neuville Martijn Wydaeghe | Hyundai Shell Mobis WRT (Hyundai i20 N Rally1 Hybrid)   | +1'09"8   | 22          | 337,04 km   | 69          | 67          | 33          |
| 6    | Rally di Sardegna (30 maggio-2 giugno) — Resoconto     | 1     | 8     | Ott Tänak Martin Järveoja         | Hyundai Shell Mobis WRT (Hyundai i20 N Rally1 Hybrid)   | 3h06'05"6 | 16          | 266,12 km   | 87          | 79          | 68          |
| 6    | Rally di Sardegna (30 maggio-2 giugno) — Resoconto     | 2     | 17    | Sébastien Ogier Vincent Landais   | Toyota Gazoo Racing WRT (Toyota GR Yaris Rally1 Hybrid) | +0"2      | 16          | 266,12 km   | 87          | 79          | 68          |
| 6    | Rally di Sardegna (30 maggio-2 giugno) — Resoconto     | 3     | 6     | Dani Sordo Cándido Carrera        | Hyundai Shell Mobis WRT (Hyundai i20 N Rally1 Hybrid)   | +2'25"8   | 16          | 266,12 km   | 87          | 79          | 68          |
| 7    | Rally di Polonia (27-30 giugno) — Resoconto            | 1     | 69    | Kalle Rovanperä Jonne Halttunen   | Toyota Gazoo Racing WRT (Toyota GR Yaris Rally1 Hybrid) | 2h33'07"6 | 19          | 303,16 km   | 44          | 42          | 39          |
| 7    | Rally di Polonia (27-30 giugno) — Resoconto            | 2     | 33    | Elfyn Evans Scott Martin          | Toyota Gazoo Racing WRT (Toyota GR Yaris Rally1 Hybrid) | +28"3     | 19          | 303,16 km   | 44          | 42          | 39          |
| 7    | Rally di Polonia (27-30 giugno) — Resoconto            | 3     | 16    | Adrien Fourmaux Alexandre Coria   | M-Sport Ford WRT (Ford Puma Rally1 Hybrid)              | +42"7     | 19          | 303,16 km   | 44          | 42          | 39          |
| 8    | Rally di Lettonia (18-21 luglio) — Resoconto           | 1     | 69    | Kalle Rovanperä Jonne Halttunen   | Toyota Gazoo Racing WRT (Toyota GR Yaris Rally1 Hybrid) | 2h31'47"6 | 20          | 300,13 km   | 40          | 38          | 33          |
| 8    | Rally di Lettonia (18-21 luglio) — Resoconto           | 2     | 17    | Sébastien Ogier Vincent Landais   | Toyota Gazoo Racing WRT (Toyota GR Yaris Rally1 Hybrid) | +39"2     | 20          | 300,13 km   | 40          | 38          | 33          |
| 8    | Rally di Lettonia (18-21 luglio) — Resoconto           | 3     | 8     | Ott Tänak Martin Järveoja         | Hyundai Shell Mobis WRT (Hyundai i20 N Rally1 Hybrid)   | +1'04"5   | 20          | 300,13 km   | 40          | 38          | 33          |
| 9    | Rally di Finlandia (1-4 agosto) — Resoconto            | 1     | 17    | Sébastien Ogier Vincent Landais   | Toyota Gazoo Racing WRT (Toyota GR Yaris Rally1 Hybrid) | 2h25'41"9 | 20          | 305,69 km   | 80          | 76          | 55          |
| 9    | Rally di Finlandia (1-4 agosto) — Resoconto            | 2     | 11    | Thierry Neuville Martijn Wydaeghe | Hyundai Shell Mobis WRT (Hyundai i20 N Rally1 Hybrid)   | +40"1     | 20          | 305,69 km   | 80          | 76          | 55          |
| 9    | Rally di Finlandia (1-4 agosto) — Resoconto            | 3     | 16    | Adrien Fourmaux Alexandre Coria   | M-Sport Ford WRT (Ford Puma Rally1 Hybrid)              | +1'14"1   | 20          | 305,69 km   | 80          | 76          | 55          |
| 10   | Rally dell'Acropoli (5-8 settembre) — Resoconto        | 1     | 11    | Thierry Neuville Martijn Wydaeghe | Hyundai Shell Mobis WRT (Hyundai i20 N Rally1 Hybrid)   | 3h38'04"2 | 15          | 305,30 km   | 72          | 70          | 52          |
| 10   | Rally dell'Acropoli (5-8 settembre) — Resoconto        | 2     | 6     | Dani Sordo Cándido Carrera        | Hyundai Shell Mobis WRT (Hyundai i20 N Rally1 Hybrid)   | +1'46"8   | 15          | 305,30 km   | 72          | 70          | 52          |
| 10   | Rally dell'Acropoli (5-8 settembre) — Resoconto        | 3     | 8     | Ott Tänak Martin Järveoja         | Hyundai Shell Mobis WRT (Hyundai i20 N Rally1 Hybrid)   | +2'57"3   | 15          | 305,30 km   | 72          | 70          | 52          |
| 11   | Rally del Cile (26-29 settembre) — Resoconto           | 1     | 69    | Kalle Rovanperä Jonne Halttunen   | Toyota Gazoo Racing WRT (Toyota GR Yaris Rally1 Hybrid) | 2h58'59"8 | 16          | 306,76 km   | 45          | 42          | 37          |
| 11   | Rally del Cile (26-29 settembre) — Resoconto           | 2     | 33    | Elfyn Evans Scott Martin          | Toyota Gazoo Racing WRT (Toyota GR Yaris Rally1 Hybrid) | +23"4     | 16          | 306,76 km   | 45          | 42          | 37          |
| 11   | Rally del Cile (26-29 settembre) — Resoconto           | 3     | 8     | Ott Tänak Martin Järveoja         | Hyundai Shell Mobis WRT (Hyundai i20 N Rally1 Hybrid)   | +43"9     | 16          | 306,76 km   | 45          | 42          | 37          |
| 12   | Rally dell'Europa Centrale (17-20 ottobre) — Resoconto | 1     | 8     | Ott Tänak Martin Järveoja         | Hyundai Shell Mobis WRT (Hyundai i20 N Rally1 Hybrid)   | 2h37'34"6 | 18          | 302,51 km   | 44          | 43          | 40          |
| 12   | Rally dell'Europa Centrale (17-20 ottobre) — Resoconto | 2     | 33    | Elfyn Evans Scott Martin          | Toyota Gazoo Racing WRT (Toyota GR Yaris Rally1 Hybrid) | +7"       | 18          | 302,51 km   | 44          | 43          | 40          |
| 12   | Rally dell'Europa Centrale (17-20 ottobre) — Resoconto | 3     | 11    | Thierry Neuville Martijn Wydaeghe | Hyundai Shell Mobis WRT (Hyundai i20 N Rally1 Hybrid)   | +32"8     | 18          | 302,51 km   | 44          | 43          | 40          |
| 13   | Rally del Giappone (21-24 novembre) — Resoconto        | 1     | 33    | Elfyn Evans Scott Martin          | Toyota Gazoo Racing WRT (Toyota GR Yaris Rally1 Hybrid) | 3h23'41"  | 21          | 302,59 km   | 44          | 44          | 38          |
| 13   | Rally del Giappone (21-24 novembre) — Resoconto        | 2     | 17    | Sébastien Ogier Vincent Landais   | Toyota Gazoo Racing WRT (Toyota GR Yaris Rally1 Hybrid) | +1'27"3   | 21          | 302,59 km   | 44          | 44          | 38          |
| 13   | Rally del Giappone (21-24 novembre) — Resoconto        | 3     | 16    | Adrien Fourmaux Alexandre Coria   | M-Sport Ford WRT (Ford Puma Rally1 Hybrid)              | +1'55"5   | 21          | 302,59 km   | 44          | 44          | 38          |

### WRC Masters Cup
| Gara | Nome rally                                             | Vincitori | Vincitori                             | Vincitori                                                   | Vincitori | Statistiche | Statistiche | Statistiche | Statistiche | Statistiche |
| Gara | Nome rally                                             | Nº        | Pilota e copilota                     | Squadra e vettura                                           | Tempo     | Speciali    | Lunghezza   | Iscritti    | Partiti     | Arrivati    |
| ---- | ------------------------------------------------------ | --------- | ------------------------------------- | ----------------------------------------------------------- | --------- | ----------- | ----------- | ----------- | ----------- | ----------- |
| 1    | Rally di Monte Carlo (25–28 gennaio) — Resoconto       | 32        | Mauro Miele Luca Beltrame             | privato (Škoda Fabia RS Rally2)                             | 3h41'19"9 | 17          | 324,44 km   | 6           | 6           | 6           |
| 2    | Rally di Svezia (15-18 febbraio) — Resoconto           | 36        | Michał Sołowow Maciej Baran           | Printsport (Škoda Fabia RS Rally2)                          | 2h47'46"2 | 18          | 300,10 km   | 3           | 3           | 3           |
| 3    | Safari Rally (28-31 marzo) — Resoconto                 | 24        | Carl Tundo Tim Jessop                 | privato (Ford Fiesta R5)                                    | 4h41'09"6 | 19          | 367,76 km   | 4           | 4           | 3           |
| 4    | Rally di Croazia (18-21 aprile) — Resoconto            | 37        | Armin Kremer Ella Kremer              | privato (Škoda Fabia RS Rally2)                             | 3h01'58"7 | 20          | 283,28 km   | 8           | 8           | 7           |
| 5    | Rally del Portogallo (9-12 maggio) — Resoconto         | 61        | Jean-Michel Raoux Isabelle Galmiche   | privato (Toyota GR Yaris Rally2)                            | 4h16'10"6 | 22          | 337,04 km   | 7           | 7           | 1           |
| 6    | Rally di Sardegna (30 maggio-2 giugno) — Resoconto     | 37        | Armin Kremer Ella Kremer              | privato (Škoda Fabia RS Rally2)                             | 3h26'56"9 | 16          | 266,12 km   | 10          | 9           | 8           |
| 7    | Rally di Polonia (27-30 giugno) — Resoconto            | 34        | Armin Kremer Ella Kremer              | privato (Škoda Fabia RS Rally2)                             | 2h52'07"2 | 19          | 303,16 km   | 5           | 5           | 5           |
| 8    | Rally di Lettonia (18-21 luglio) — Resoconto           | 31        | Armin Kremer Ella Kremer              | privato (Škoda Fabia RS Rally2)                             | 2h52'14"6 | 20          | 300,13 km   | 4           | 4           | 3           |
| 9    | Rally di Finlandia (1-4 agosto) — Resoconto            | 52        | Ricardo Triviño Diego Fuentes         | privato (Škoda Fabia RS Rally2)                             | 2h59'20"6 | 20          | 305,69 km   | 7           | 6           | 3           |
| 10   | Rally dell'Acropoli (5-8 settembre) — Resoconto        | 35        | Armin Kremer Ella Kremer              | privato (Škoda Fabia RS Rally2)                             | 3h59'54"7 | 15          | 305,30 km   | 7           | 7           | 6           |
| 11   | Rally del Cile (26-29 settembre) — Resoconto           | 37        | Eduardo Kovacs Bauer Fernando Mussano | privato (Škoda Fabia Rally2 evo)                            | 3h44'00"3 | 16          | 306,76 km   | 1           | 1           | 1           |
| 12   | Rally dell'Europa Centrale (17-20 ottobre) — Resoconto | 27        | Armin Kremer Ella Kremer              | privato (Škoda Fabia RS Rally2)                             | 2h54'11"3 | 18          | 302,51 km   | 5           | 5           | 5           |
| 13   | Rally del Giappone (21-24 novembre) — Resoconto        | 34        | Norihiko Katsuta Yusuke Kimura        | Luck with Rookie Racing Rally Team (Toyota GR Yaris Rally2) | 3h45'08"8 | 21          | 302,59 km   | 7           | 7           | 7           |

Legenda: Pos. = posizione; Nº = numero di gara.

## Classifiche

### Punteggio
Cambiò il sistema di punteggio che prevedeva una divisione della gara: le gare erano divise con i punteggi principali che riguardavano la gara fino alla giornata di sabato e lasciare la domenica come una giornata di punti bonus con una classifica divisa da quella del sabato, dove i tempi venivano ri-azzerati (i concorrenti dovevano, però, completare anche la giornata di domenica per ricevere i punti ottenuti dopo l'ultima prova del sabato), inalterato invece il punteggio riguardante la power stage. I punti assegnati erano validi per i campionati piloti, copiloti e costruttori WRC, quest'ultimo sino a un massimo di due vetture per ogni scuderia. A parità di punteggio, in tutte le classifiche prevaleva chi avesse ottenuto il miglior risultato e/o il maggior numero di essi.
| Posizione pre-domenica | 1ª | 2ª | 3ª | 4ª | 5ª | 6ª | 7ª | 8ª | 9ª | 10ª |
| Punti                  | 18 | 15 | 13 | 10 | 8  | 6  | 4  | 3  | 2  | 1   |

| Super Sunday | 1ª | 2ª | 3ª | 4ª | 5ª | 6ª | 7ª |
| Punti        | 7  | 6  | 5  | 4  | 3  | 2  | 1  |

| Posizione nella Power stage | 1ª | 2ª | 3ª | 4ª | 5ª |
| Punti (WRC)                 | 5  | 4  | 3  | 2  | 1  |

### Classifica generale piloti
| Pos. | Pilota               | MON | SVE | SAF | CRO | POR | ITA | POL | LET | FIN | ACR | CIL | EUR | GIA | Punti |
| ---- | -------------------- | --- | --- | --- | --- | --- | --- | --- | --- | --- | --- | --- | --- | --- | ----- |
| 1    | Thierry Neuville     | 1   | 43  | 51  | 3   | 31  | 411 | 41  | 83  | 2   | 14  | 4   | 34  | 62  | 242   |
| 2    | Elfyn Evans          | 34  | 2   | 45  | 25  | 6   | 43  | 2   | 5   | Rit | 183 | 25  | 23  | 13  | 210   |
| 3    | Ott Tänak            | 45  | 464 | 82  | 42  | 2   | 12  | 392 | 31  | Rit | 32  | 3   | 1   | Rit | 200   |
| 4    | Sébastien Ogier      | 2   |     |     | 13  | 14  | 2   | WD  | 2   | 15  | 16  | 351 | Rit | 21  | 191   |
| 5    | Adrien Fourmaux      | 5   | 3   | 3   | 171 | 4   | 154 | 34  | 4   | 34  | 211 | 5   | 325 | 3   | 162   |
| 6    | Takamoto Katsuta     | 73  | 505 | 2   | 54  | 295 | 355 | 85  | 64  | 411 | 305 |     | 41  | 4   | 116   |
| 7    | Kalle Rovanperä      |     | 451 | 14  |     | 313 |     | 13  | 1   | Rit |     | 12  |     |     | 114   |
| 8    | Grégoire Munster     | 20  | 28  | 15  | 7   | Rit | 5   | 7   | 9   | 49  | Rit | 7   | 5   | 5   | 46    |
| 9    | Dani Sordo           |     |     |     |     | 5   | 3   |     |     |     | 2   |     |     |     | 44    |
| 10   | Sami Pajari          | 12  | 6   |     | 10  | Rit | 6   | 9   | 12  | 4   | 4   | 6   | Rit | 8   | 44    |
| 11   | Andreas Mikkelsen    | 6   |     |     | 6   |     |     | 6   |     |     |     |     | 312 | 315 | 40    |
| 12   | Esapekka Lappi       |     | 1   | 123 |     |     |     |     | Rit | 433 |     | Rit |     |     | 33    |
| 13   | Oliver Solberg       | 40  | 5   | 7   |     | Rit | NP  | 10  | 10  | 5   |     | 11  | 7   |     | 27    |
| 14   | Nikolay Gryazin      | 10  | 19  |     | 8   | 7   | 33  | 14  | 14  | 9   | 48  | 9   | 6   | 7   | 24    |
| 15   | Mārtiņš Sesks        |     |     |     |     |     |     | 5   | 7   |     |     | 24  |     |     | 22    |
| 16   | Yohan Rossel         | 8   |     |     | 9   | 12  | 7   |     |     | 13  | 6   | 8   | 26  |     | 14    |
| 17   | Kajetan Kajetanowicz |     |     | 10  |     |     | 10  | 35  |     |     | 7   | 12  | 10  | 11  | 9     |
| 18   | Gus Greensmith       |     |     | 6   | 11  | Rit |     | 17  | 13  | Rit | Rit | 10  | 12  | 10  | 8     |
| 19   | Robert Virves        |     |     |     |     |     | 11  | 11  |     | 14  | 7   |     |     |     | 7     |
| 20   | Georg Linnamäe       |     | 7   |     | Rit | 15  | 52  | 12  |     | 10  | 44  |     |     |     | 7     |
| 21   | Jari-Matti Latvala   |     |     |     |     |     |     |     |     | 6   |     |     |     |     | 6     |
| 22   | Jan Solans           | 14  | 22  |     |     | 8   | 8   |     |     | 15  | 11  | 16  |     | 23  | 6     |
| 23   | Lauri Joona          |     | 11  |     | 15  | 10  | 12  | 15  |     | 7   | 26  |     |     |     | 5     |
| 24   | Mikko Heikkilä       |     | 9   |     |     |     |     |     | 11  | 8   |     |     |     |     | 4     |
| 25   | Roope Korhonen       |     | 8   |     |     | 13  |     | 16  |     | 11  |     |     |     |     | 3     |
| 26   | Filip Mareš          |     |     |     |     |     |     |     |     |     |     |     | 8   |     | 3     |
| 27   | Mikołaj Marczyk      |     |     |     |     |     |     | 18  |     |     |     |     | 9   |     | 2     |
| 28   | Hiroki Arai          |     |     |     |     |     |     |     |     |     |     |     |     | 9   | 2     |
| 29   | Jourdan Serderidis   | 25  |     | 9   |     |     |     |     |     |     | 14  |     | 20  |     | 2     |
| 30   | Josh McErlean        |     |     |     |     | 9   | 13  | Rit | 21  | 12  | 9   |     | 11  | 30  | 2     |
| 31   | Pepe López           | 9   |     |     | 12  | Rit | WD  |     |     |     |     |     |     |     | 2     |
| 32   | Fabrizio Zaldivar    |     | 40  |     |     | 11  | 42  |     | 15  | 50  | 8   | 13  |     |     | 1     |
| 33   | Martin Prokop        |     |     |     |     | 14  | 9   | 20  |     | 18  | WD  |     |     |     | 1     |
| Pos. | Pilota               | MON | SVE | SAF | CRO | POR | ITA | POL | LET | FIN | ACR | CIL | EUR | GIA | Punti |

| Colore  | Risultato                |
| ------- | ------------------------ |
| Oro     | Vincitore                |
| Argento | 2º posto                 |
| Bronzo  | 3º posto                 |
| Verde   | Finito a punti           |
| Blu     | Finito senza punti       |
| Blu     | Non classificato (NC)    |
| Viola   | Ritirato (Rit)           |
| Nero    | Squalificato (SQ)        |
| Nero    | Escluso (ES)             |
| Bianco  | Non ha gareggiato        |
| Bianco  | Iscrizione ritirata (WD) |
| Bianco  | Non partito (NP)         |
| Bianco  | Gara cancellata (C)      |

### Classifica generale copiloti
| Pos. | Copilota               | MON | SVE | SAF | CRO | POR | ITA | POL | LET | FIN | ACR | CIL | EUR | GIA | Punti |
| ---- | ---------------------- | --- | --- | --- | --- | --- | --- | --- | --- | --- | --- | --- | --- | --- | ----- |
| 1    | Martijn Wydaeghe       | 1   | 43  | 51  | 3   | 31  | 411 | 41  | 83  | 2   | 14  | 4   | 34  | 62  | 242   |
| 2    | Scott Martin           | 34  | 2   | 45  | 25  | 6   | 43  | 2   | 5   | Rit | 183 | 25  | 23  | 13  | 210   |
| 3    | Martin Järveoja        | 45  | 464 | 82  | 42  | 2   | 12  | 392 | 31  | Rit | 32  | 3   | 1   | Rit | 200   |
| 4    | Vincent Landais        | 2   |     |     | 13  | 14  | 2   | WD  | 2   | 15  | 16  | 351 | Rit | 21  | 191   |
| 5    | Alexandre Coria        | 5   | 3   | 3   | 171 | 4   | 154 | 34  | 4   | 34  | 211 | 5   | 325 | 3   | 162   |
| 6    | Aaron Johnston         | 73  | 505 | 2   | 54  | 295 | 355 | 85  | 64  | 411 | 305 |     | 41  | 4   | 116   |
| 7    | Jonne Halttunen        |     | 451 | 14  |     | 313 |     | 13  | 1   | Rit |     | 12  |     |     | 114   |
| 8    | Louis Louka            | 20  | 28  | 15  | 7   | Rit | 5   | 7   | 9   | 49  | Rit | 7   | 5   | 5   | 46    |
| 9    | Cándido Carrera        |     |     |     |     | 5   | 3   |     |     |     | 2   |     |     |     | 42    |
| 10   | Enni Mälkönen          | 12  | 6   |     | 10  | Rit | 6   | 9   | 12  | 4   | 4   | 6   | Rit | 8   | 44    |
| 11   | Torstein Eriksen       | 6   |     |     | 6   |     |     | 6   |     |     |     |     | 312 | 315 | 40    |
| 12   | Janne Ferm             |     | 1   | 123 |     |     |     |     | Rit | 433 |     | Rit |     |     | 33    |
| 13   | Elliott Edmondson      | 40  | 5   | 7   |     | Rit | NP  | 10  | 10  | 5   |     | 11  | 7   |     | 27    |
| 14   | Konstantin Aleksandrov | 10  | 19  |     | 8   | 7   | 33  | 14  |     | 9   | 48  | 9   | 6   | 7   | 24    |
| 15   | Renārs Francis         |     |     |     |     |     |     | 5   | 7   |     |     | 24  |     |     | 22    |
| 16   | Maciej Szczepaniak     |     |     | 10  |     |     | 10  | 35  |     |     | 7   | 12  | 10  | 11  | 9     |
| 17   | Jonas Andersson        |     |     | 6   | 11  | Rit |     | 17  | 13  | Rit | Rit | 10  | 12  | 10  | 8     |
| 18   | Aleks Lesk             |     |     |     |     |     | 11  | 11  |     | 14  | 5   |     |     |     | 7     |
| 19   | Florian Barral         |     |     |     | 32  | 27  |     |     |     | 13  | 6   | 8   | 26  |     | 7     |
| 20   | James Morgan           |     | 7   |     | Rit | 15  | 52  | 12  |     | 10  | 44  |     |     |     | 5     |
| 21   | Juho Hänninen          |     |     |     |     |     |     |     |     | 6   |     |     |     |     | 6     |
| 22   | Rodrigo Sanjuan        | 14  | 22  |     |     | 8   | 8   |     |     | 15  | 11  | 16  |     | 23  | 6     |
| 23   | Janni Hussi            |     | 11  |     | 15  | 10  | 12  | 15  |     | 7   | 26  |     |     |     | 5     |
| 24   | Benjamin Boulloud      |     |     |     |     |     | 7   |     |     |     |     |     |     |     | 4     |
| 25   | Kristian Temonen       |     | 9   |     |     |     |     |     | 11  | 8   |     |     |     |     | 4     |
| 26   | Arnaud Dunand          | 8   |     |     | 9   | 12  | WD  |     |     |     |     |     |     |     | 3     |
| 27   | Radovan Bucha          |     |     |     |     |     |     |     |     |     |     |     | 8   |     | 3     |
| 28   | Anssi Viinikka         |     | 8   |     |     | 13  |     | 16  |     | 11  |     |     |     |     | 3     |
| 29   | Frédéric Miclotte      | 25  |     | 9   |     |     |     |     |     |     | 14  |     | 20  |     | 2     |
| 30   | James Fulton           |     |     |     |     | 9   | 13  | Rit | 21  | 12  | 9   |     | 11  | 30  | 2     |
| 31   | David Vázquez          | 9   |     |     | 12  | Rit | WD  |     |     |     |     |     |     |     | 2     |
| 32   | Shunsuke Matsuo        |     |     |     |     |     |     |     |     |     |     |     |     | 9   | 2     |
| 33   | Szymon Gospodarczyk    |     |     |     |     |     |     | 18  |     |     |     |     | 9   |     | 2     |
| 34   | Marcelo Der Ohannesian |     | 40  |     |     | 11  | 42  |     | 15  | 50  | 8   | 13  |     |     | 1     |
| 35   | Michal Ernst           |     |     |     |     | 14  | 9   | 20  |     |     | WD  |     |     |     | 1     |
| Pos. | Copilota               | MON | SVE | SAF | CRO | POR | ITA | POL | LET | FIN | ACR | CIL | EUR | GIA | Punti |

| Colore  | Risultato                |
| ------- | ------------------------ |
| Oro     | Vincitore                |
| Argento | 2º posto                 |
| Bronzo  | 3º posto                 |
| Verde   | Finito a punti           |
| Blu     | Finito senza punti       |
| Blu     | Non classificato (NC)    |
| Viola   | Ritirato (Rit)           |
| Nero    | Squalificato (SQ)        |
| Nero    | Escluso (ES)             |
| Bianco  | Non ha gareggiato        |
| Bianco  | Iscrizione ritirata (WD) |
| Bianco  | Non partito (NP)         |
| Bianco  | Gara cancellata (C)      |

### Classifica costruttori WRC
Come nella precedente stagione, soltanto le migliori due vetture classificate per squadra potevano marcare punti per la classifica costruttori. Per quanto concerne i piazzamenti ottenuti nella power stage, soltanto le prime due vetture di ogni scuderia classificatesi tra le prime cinque potevano invece raccogliere i punti; un'eventuale terza vettura, oppure una vettura di una squadra non iscritta al campionato costruttori, che avesse dovuto terminare la prova tra le prime cinque, non avrebbe preso punti ma allo stesso tempo non sarebbe nemmeno stata "trasparente", ovvero i punti che avrebbe conquistato nella power stage non sarebbero stati assegnati ad alcuno, venendo pertanto "bruciati".
| Pos. | Costruttori/Squadre     | Nº | Pilota    | MON  | SVE   | SAF   | CRO  | POR | ITA | POL | LET | FIN | ACR | CIL  | EUR | GIA   | Punti |
| ---- | ----------------------- | -- | --------- | ---- | ----- | ----- | ---- | --- | --- | --- | --- | --- | --- | ---- | --- | ----- | ----- |
| 1    | Toyota Gazoo Racing WRT | 17 | Ogier     | 2    |       |       | 13   | 14  | 2   | WD  | 2   | 15  | 3   | NC1  | Rit | 21    | 561   |
| 1    | Toyota Gazoo Racing WRT | 18 | Katsuta   | NC3  | NC(5) | 2     | NC4  |     | NC5 | NC5 |     |     | NC5 |      | 41  | NC(4) | 561   |
| 1    | Toyota Gazoo Racing WRT | 33 | Evans     | 3(4) | 2     | NC5   | 2(5) | 5   | 43  | 2   | NC5 | Rit | 43  | 2(5) | 23  | 13    | 561   |
| 1    | Toyota Gazoo Racing WRT | 69 | Rovanperä |      | 61    | 14    |      | NC3 |     | 13  | 1   | Rit |     | 12   |     |       | 561   |
| 2    | Hyundai Shell Mobis WRT | 4  | Lappi     |      | 1     | NC(3) |      |     |     |     | Rit | 43  |     | Rit  |     |       | 558   |
| 2    | Hyundai Shell Mobis WRT | 6  | Sordo     |      |       |       |      | NC  | 3   |     |     |     | 2   |      |     |       | 558   |
| 2    | Hyundai Shell Mobis WRT | 8  | Tänak     | 45   | NC4   | 52    | 42   | 2   | 12  | NC2 | 31  | Rit | NC2 | 3    | 1   | Rit   | 558   |
| 2    | Hyundai Shell Mobis WRT | 9  | Mikkelsen | NC   |       |       | NC   |     |     | 5   |     |     |     |      | NC2 | 75    | 558   |
| 2    | Hyundai Shell Mobis WRT | 11 | Neuville  | 1    | 43    | 41    | 3    | 31  | NC1 | 41  | 63  | 2   | 14  | 4    | 34  | 62    | 558   |
| 3    | M-Sport Ford WRT        | 13 | Munster   | 6    | 5     | 6     | 5    | Rit | 5   | 6   | 7   | 5   | Rit | 6    | 5   | 5     | 295   |
| 3    | M-Sport Ford WRT        | 16 | Fourmaux  | 5    | 3     | 3     | 61   | 4   | 64  | 34  | 4   | 34  | 51  | 5    | 75  | 3     | 295   |
| Pos. | Costruttori/Squadre     | Nº | Pilota    | MON  | SVE   | SAF   | CRO  | POR | ITA | POL | LET | FIN | ACR | CIL  | EUR | GIA   | Punti |

| Colore  | Risultato                |
| ------- | ------------------------ |
| Oro     | Vincitore                |
| Argento | 2º posto                 |
| Bronzo  | 3º posto                 |
| Verde   | Finito a punti           |
| Blu     | Finito senza punti       |
| Blu     | Non classificato (NC)    |
| Viola   | Ritirato (Rit)           |
| Nero    | Squalificato (SQ)        |
| Nero    | Escluso (ES)             |
| Bianco  | Non ha gareggiato        |
| Bianco  | Iscrizione ritirata (WD) |
| Bianco  | Non partito (NP)         |
| Bianco  | Gara cancellata (C)      |

### Classifiche WRC Masters Cup
Potevano prendere parte alla FIA Masters Cup soltanto i concorrenti nati il o prima del 1º gennaio 1974 che avessero gareggiato con vetture appartenenti alle categorie del gruppo R al di sotto della Rally1, ovvero RC2, RC3, RC4, RC5 e/o R-GT.

#### Classifica piloti
| Pos. | Pilota               | MON | SVE | SAF | CRO | POR | ITA | POL | LET | FIN | ACR | CIL | EUR | GIA | Punti |
| ---- | -------------------- | --- | --- | --- | --- | --- | --- | --- | --- | --- | --- | --- | --- | --- | ----- |
| 1    | Armin Kremer         |     |     |     | 1   |     | 1   | 1   | 1   |     | 1   |     | 1   |     | 150   |
| 2    | Ricardo Triviño      |     | 2   |     | 3   |     | 3   | 3   |     | 1   |     |     |     |     | 88    |
| 3    | Uğur Soylu           |     |     |     | 4   |     | 5   | 4   | 3   | 2   | 3   |     |     |     | 82    |
| 4    | Mauro Miele          | 1   |     |     | 2   |     | 6   |     | Rit | WD  |     |     |     |     | 51    |
| 5    | Eamonn Boland        | 2   |     |     | Rit |     |     |     |     |     |     |     | 2   | 6   | 44    |
| 6    | George Vasilakis     |     |     | 2   |     |     | 7   |     |     |     | 5   |     |     | 5   | 44    |
| 7    | Michał Sołowow       |     | 1   |     |     |     |     | 2   |     |     |     |     |     |     | 43    |
| 8    | Armand Fumal         | 5   |     |     |     |     |     |     |     |     |     |     | 3   | 4   | 37    |
| 9    | Maurizio Chiarani    | 4   |     |     | 7   |     |     |     |     | 3   |     |     |     |     | 33    |
| 10   | Miguel Granados      |     |     |     |     | Rit | 4   |     |     |     | 2   |     |     |     | 30    |
| 11   | Henk Vossen          | 6   |     |     | 6   |     |     |     |     |     |     |     | 4   |     | 28    |
| 12   | Carl Tundo           |     |     | 1   |     |     |     |     |     |     |     |     |     |     | 25    |
| 13   | Jean-Michel Raoux    |     |     |     |     | 1   | Rit |     |     |     |     |     |     |     | 25    |
| 14   | Eduardo Kovacs Bauer |     |     |     |     |     |     |     |     |     |     | 1   |     |     | 25    |
| 15   | Norihiko Katsuta     |     |     |     |     |     |     |     |     |     |     |     |     | 1   | 25    |
| 16   | Enrico Brazzoli      |     |     |     | 5   |     | 8   |     |     |     | 6   |     |     |     | 22    |
| 17   | Fumio Nutahara       |     |     |     |     |     |     |     |     |     |     |     |     | 2   | 18    |
| 18   | Artūrs Priednieks    |     |     |     |     |     |     |     | 2   |     |     |     |     |     | 18    |
| 19   | Pierre Lafay         |     |     |     |     | Rit | 2   |     |     | Rit |     |     |     |     | 18    |
| 20   | Marko Viitanen       |     | 3   |     |     |     |     |     |     |     |     |     |     |     | 15    |
| 21   | Aakir Virani         |     |     | 3   |     |     |     |     |     |     |     |     |     |     | 15    |
| 22   | Jourdan Serderidis   | 3   |     |     |     |     |     |     |     |     |     |     |     |     | 15    |
| 23   | Osamu Fukunaga       |     |     |     |     |     |     |     |     |     |     |     |     | 3   | 15    |
| 24   | Nikos Pavlidis       |     |     |     |     |     |     |     |     |     | 4   |     |     |     | 12    |
| 25   | Wojciech Musiał      |     |     |     |     |     |     | 5   |     |     |     |     |     |     | 10    |
| 26   | Miguel Díaz-Aboitiz  |     |     | Rit |     |     |     |     |     |     |     |     | 5   |     | 10    |
| 27   | Satoshi Imai         |     |     |     |     |     |     |     |     |     |     |     |     | 7   | 6     |
| Pos. | Pilota               | MON | SVE | SAF | CRO | POR | ITA | POL | LET | FIN | ACR | CIL | EUR | GIA | Punti |

| Colore  | Risultato                |
| ------- | ------------------------ |
| Oro     | Vincitore                |
| Argento | 2º posto                 |
| Bronzo  | 3º posto                 |
| Verde   | Finito a punti           |
| Blu     | Finito senza punti       |
| Blu     | Non classificato (NC)    |
| Viola   | Ritirato (Rit)           |
| Nero    | Squalificato (SQ)        |
| Nero    | Escluso (ES)             |
| Bianco  | Non ha gareggiato        |
| Bianco  | Iscrizione ritirata (WD) |
| Bianco  | Non partito (NP)         |
| Bianco  | Gara cancellata (C)      |

#### Classifica copiloti
| Pos. | Copilota            | MON | SVE | SAF | CRO | POR | ITA | POL | LET | FIN | ACR | CIL | EUR | GIA | Punti |
| ---- | ------------------- | --- | --- | --- | --- | --- | --- | --- | --- | --- | --- | --- | --- | --- | ----- |
| 1    | MJ                  | 1   |     |     | Rit |     |     |     |     |     |     |     | 1   | 2   | 68    |
| 2    | Flavio Zanella      | 3   |     |     | 1   |     |     |     |     | 1   |     |     |     |     | 65    |
| 3    | Marc Martí Moreno   |     |     |     |     | Rit | 1   |     |     |     | 1   |     |     |     | 50    |
| 4    | Allan Harryman      |     |     |     |     |     |     |     |     |     | 2   |     |     | 1   | 43    |
| 5    | Isabelle Galmiche   |     |     |     |     | 1   | Rit |     |     |     |     |     |     |     | 25    |
| 6    | Janis Kirkovalds    |     |     |     |     |     |     |     | 1   |     |     |     |     |     | 25    |
| 7    | Harmen Scholtalbers |     |     |     |     |     |     |     |     |     |     |     | 2   |     | 18    |
| 8    | Frédéric Miclotte   | 2   |     |     |     |     |     |     |     |     |     |     |     |     | 18    |
| Pos. | Copilota            | MON | SVE | SAF | CRO | POR | ITA | POL | LET | FIN | ACR | CIL | EUR | GIA | Punti |

| Colore  | Risultato                |
| ------- | ------------------------ |
| Oro     | Vincitore                |
| Argento | 2º posto                 |
| Bronzo  | 3º posto                 |
| Verde   | Finito a punti           |
| Blu     | Finito senza punti       |
| Blu     | Non classificato (NC)    |
| Viola   | Ritirato (Rit)           |
| Nero    | Squalificato (SQ)        |
| Nero    | Escluso (ES)             |
| Bianco  | Non ha gareggiato        |
| Bianco  | Iscrizione ritirata (WD) |
| Bianco  | Non partito (NP)         |
| Bianco  | Gara cancellata (C)      |

### Annotazioni
1. ↑  I vincitori dei titoli piloti e copiloti facevano parte di due equipaggi differenti
2. ↑  Usata da Armin Kremer per tutta la stagione, mentre da MJ in un solo appuntamento
3. ↑  Usata nei restanti appuntamenti corsi da MJ

### Fonti
1. ↑  https://www.formulapassion.it/wrc/wrc-news/ufficiale-addio-immediato-ibrido-2025-avanti-termico
2. ↑  https://www.gazzetta.it/Auto/rally/19-10-2023/rally-wrc-2024-calendario-mondiale-date.shtml
3. ↑  https://www.gazzetta.it/Auto/rally/23-12-2023/mondiale-rally-wrc-2024-tutti-i-piloti-ufficiali.shtml
4. ↑  https://www.fia.com/news/fia-wrc-2024-set-lift-following-calendar-reveal
5. ↑  https://www.wrc.com/a/news/w26854_Revealed:2024WRCCalendar/
6. ↑   How the new WRC points system works, su wrc.com, WRC Promoter GmbH, 25 gennaio 2024. URL consultato il 28 gennaio 2024.
7. ↑   Tom Howard, FIA publishes new 2024 WRC points system, su autosport.com, Motorsport Network, 16 dicembre 2023. URL consultato il 17 dicembre 2023.
8. 1 2  (EN) Risultati, su wrc.com, WRC Promoter GmbH. URL consultato il 28 gennaio 2024.
9. 1 2 3 4  (EN) Iscritti Rally di Monte Carlo (PDF), su wrc.com, WRC Promoter GmbH. URL consultato il 20 gennaio 2024.
10. 1 2 3 4  (EN) Iscritti Rally di Svezia (PDF), su wrc.com, WRC Promoter GmbH. URL consultato il 10 febbraio 2024.
11. 1 2 3 4  (EN) Iscritti Safari Rally (PDF), su wrc.com, WRC Promoter GmbH. URL consultato il 20 marzo 2024.
12. 1 2 3 4  (EN) Iscritti Rally di Croazia (PDF), su wrc.com, WRC Promoter GmbH. URL consultato il 10 aprile 2024.
13. 1 2 3 4  (EN) Iscritti Rally del Portogallo (PDF), su wrc.com, WRC Promoter GmbH. URL consultato il 23 aprile 2024.
14. 1 2 3 4  (EN) Iscritti Rally di Sardegna (PDF), su wrc.com, WRC Promoter GmbH. URL consultato il 21 maggio 2024.
15. 1 2 3 4  (EN) Iscritti Rally di Polonia (PDF), su wrc.com, WRC Promoter GmbH. URL consultato il 5 giugno 2024.
16. 1 2 3 4  (EN) Iscritti Rally Liepāja (PDF), su wrc.com, WRC Promoter GmbH. URL consultato il 25 giugno 2024.
17. 1 2 3 4  (EN) Iscritti Rally di Finlandia (PDF), su wrc.com, WRC Promoter GmbH. URL consultato il 19 luglio 2024.
18. 1 2 3 4  (EN) Iscritti Rally dell'Acropoli (PDF), su wrc.com, WRC Promoter GmbH. URL consultato il 14 agosto 2024.
19. 1 2 3 4  (EN) Iscritti Rally del Cile (PDF), su wrc.com, WRC Promoter GmbH. URL consultato il 17 settembre 2024.
20. 1 2 3 4  (EN) Iscritti Rally dell'Europa Centrale (PDF), su wrc.com, WRC Promoter GmbH. URL consultato il 4 ottobre 2024.
21. 1 2 3 4  (EN) Iscritti Rally del Giappone (PDF), su wrc.com, WRC Promoter GmbH. URL consultato il 21 novembre 2024.
22. ↑   WRC manufacturers comfirm three-year hybrid agreement, su wrc.com, WRC Promoter GmbH, 12 aprile 2021. URL consultato il 4 ottobre 2023.